# Dighton (Massachusetts)
Dighton és una població dels Estats Units a l'estat de Massachusetts. Segons el cens del 2000 tenia 6.175 habitants.

## Demografia
Segons el cens del 2000, Dighton tenia 6.175 habitants, 2.201 habitatges, i 1.718 famílies. La densitat de població era de 106,5 habitants per km².
Dels 2.201 habitatges en un 37,4% hi vivien nens de menys de 18 anys, en un 64,5% hi vivien parelles casades, en un 9,9% dones solteres, i en un 21,9% no eren unitats familiars. En el 18,8% dels habitatges hi vivien persones soles el 9,7% de les quals corresponia a persones de 65 anys o més que vivien soles. El nombre mitjà de persones vivint en cada habitatge era de 2,78 i el nombre mitjà de persones que vivien en cada família era de 3,17.
Per edats la població es repartia de la següent manera: un 26,1% tenia menys de 18 anys, un 6,3% entre 18 i 24, un 30,4% entre 25 i 44, un 24,3% de 45 a 60 i un 12,8% 65 anys o més.
L'edat mediana era de 38 anys. Per cada 100 dones de 18 o més anys hi havia 92,4 homes.
La renda mediana per habitatge era de 58.600 $ i la renda mediana per família de 64.792$. Els homes tenien una renda mediana de 41.427 $ mentre que les dones 28.250$. La renda per capita de la població era de 22.600$. Entorn de l'1% de les famílies i el 2,6% de la població estaven per davall del llindar de pobresa.